# Combate de Abarrán
El combate de Abarrán es uno de los episodios militares englobados en la guerra de Marruecos. Tuvo lugar durante los días 30 de mayo y 1 de junio de 1921. Durante el mismo, un destacamento español situado en Monte Abarrán fue atacado por una fuerza de cabileños del Rif, resultando muertos o desaparecidos veinticuatro españoles, cincuenta y nueve heridos, y un prisionero.

## Antecedentes. Importancia de Dar Uberrán
El comandante general, el general Manuel Fernández Silvestre, había ideado, a inicios de 1921 un plan de campaña para hacer avanzar el frente terrestre y tomar Alhucemas, llave del corazón del Rif. Dicho avance se basaría en ganarse el apoyo de las cábilas que se encontrase a su paso el frente español, convertirlas en aliadas y hacer perder apoyos a Abd el-Krim. 
Ganada esa confianza, el Ejército español pasaría por las tierras de las cábilas con sumo cuidado de no molestar a los rifeños. Podemos hablar así de una ofensiva política que se basaba en la diplomacia, a la vez que se medían las fuerzas. 
Sin embargo las cábilas podían jugar a dos bandas. Para los españoles vencer en Alhucemas era crucial, no solo estratégicamente, pues estando Alhucemas en manos españolas la caída del Rif sería casi inminente, con una segunda línea fortificada y el suministro de agua, tan carente en esos lares, permanente. Si por el contrario fracasaban, los españoles tendrían que vérselas con todas las cábilas rifeñas en una retirada desastrosa en la que las belicosas gentes del desierto, acostumbradas al clima, podrían acabar rápidamente con los soldados españoles, mal entrenados y muchos de ellos novatos. 
En esos días el frente se alarga a lo largo de la orilla izquierda del río Amekrán, con una extensión aproximada de unos 55 km, desde la posición costera de Sidi Dris, hasta el Zoco de Telata, con un recuadro en poder de los españoles de unos 5037 km². Las siguientes cábilas ya habían sido ocupadas: Mazuza, Beni-Sicar, Beni-bu-Gafar, Beni-bu-ifrur, Beni Sudel, Quebdana, Beni-bu-yahi, Metalza, Beni Tussin, Beni Ulixex, Tensamán, Tafersit y Beni Said, debiendo centrarse nuestra atención en tres de ellas, las más cercanas a los hechos ocurridos en Abarrán: Tensamán (Norte y Oeste del frente), Beni Tussin (al Sur), y Beni Said (en el interior del mismo). Guarnecen esta línea unos 20 000 soldados españoles, de los cuales 4000 eran soldados indígenas, divididas en cuatro circunscripciones, de sur a norte: 
1. Circunscripción del Zoco de Telata: regimiento de África n.º 68.
2. Circunscripción de Dar Quebdani: regimiento de Melilla n.º 59.
3. Circunscripción de Dar Drius: regimiento de San Fernando.
4. Circunscripción de Annual: regimiento de Ceriñola.

Cada uno de estos regimientos estaba formado por unos 3000 hombres. Los demás soldados españoles están dispersos en posiciones interiores en las cábilas ocupadas, en pequeñísimas guarniciones. Otros están retenidos, en espera de órdenes en Melilla. 
En mayo de 1921 el centro de operaciones está establecido en la explanada de Annual, bien guardada por tres colinas. 
Uno de los objetivos primordiales es conseguir una posición en la otra margen del río Amekrán, una cabila que se había conseguido pacificar estando del lado de los españoles a costa de muchos esfuerzos, aunque las relaciones no son del todo estables, mientras que la posición costera de Sidi Dris, situada más allá del río, era insuficiente, pues era frecuentemente atacada por pequeñas partidas de cabileños. El punto designado para crear la posición es una colina llamada Dar Uberrán por los rifeños y Abarrán por los españoles. 
La llegada de una harca enemiga a tierras de los Tensamán hace que la cábila pida apoyo a los españoles, quienes responden afirmativamente. Abarrán es por tanto un punto de inflexión entre los dos bandos. Se produciría el combate en la colina, donde el destacamento allí enviado sería absorbido por los rifeños (eso sí, luchando valientemente los españoles), aunque la posición sucumbiría ante el arrollador ataque rifeño.
En Abarrán se darían los primeros síntomas de la dudosa lealtad de las tropas moras: Policía Indígena, Regulares y aliados de las cábilas. Con la derrota de Abarrán se inicia el tan famoso desastre de Annual, que provocaría la muerte de entre unos 10 000 a 20 000 soldados españoles en apenas un mes.

## Descripción de la colina de Dar Uberrán
Abarrán es una colina situada en la margen izquierda del río Amekrán, en la confluencia del riachuelo de Brajis con este último, situada en tierra de Tensamán. Su distancia al centro de operaciones, Annual, es de unos 9 km, sin embargo debido a la carretera que los comunicaba la distancia es de unos 15 km. Con estos dos datos podemos hacernos a la idea de lo tortuosa que era la carretera. Esta carretera, además era tan estrecha que hubo que hacer que la columna marchase en filas de a uno, lo que produjo un alargamiento considerable de la columna, para hacernos a la idea: se sabe que la vanguardia de la columna llegó hacia las 5:30 de la mañana y no sería hasta las 8:00 cuando llegaría la retaguardia.
La colina tiene una altura de 525 m, a 60 m de altitud respecto al río; un suelo efectivo de un cuadrilátero aproximado de 65×12 m, con forma de bota de vino y domina una gran extensión del territorio de Tensamán. Es un territorio yermo, sin una aguada cercana (la más cercana es el propio río Amekrán, a unos 2 km de camino), sin piedras, circunstancia por lo cual no ayudaría más tarde en la construcción del parapeto, sólo tierra movida y arena. Las faldas de la colina están plagadas de algunas jaras y otras malezas y arbustos, que ayudarían en el ataque a los rifeños al acercarse al perímetro parapetado. A cada una de las faldas la llamaremos parapeto o frente:
- Parapeto N y Oeste: inclinación media y matojos.
- Parapeto E: pendiente muy suave, finaliza en llano.
- Parapeto S: fuerte pendiente, muchos matojos.

Hacia el Norte de la posición hay una colina que la domina y hacia el Oeste de Abarrán hay una loma con los frentes muy abiertos o extendidos.

## Preparativos para la toma de Abarrán
Hacia finales de mayo de 1921 llegan a Annual noticias, comunicadas por el faquir de Tensamán (Mohamed Ukarach) acerca del avistamiento de un harca enemiga de la cabila de los Beni Urriaguel de, estima este faquir, unos tres mil hombres tanto a pie como a caballo, mandados por el cabileño Sil Abo el-Jatabi. El faquir dice que el enemigo se ha incautado de ganado y que se aproxima a Annual. Temeroso de que los Beni Urriaguel tomen represalias por colaborar con los españoles deciden pedir ayuda a estos últimos. Sabiendo que si el harca enemiga pasa la colina de Abarrán, los Tensamán no tendrían ninguna opción, aconsejan a los jefes del Ejército español que la tomen para frenarlos. Además diseña un plan consistente en tres columnas móviles que en un efecto tenaza consiguiera dispersar a los Beni Urriaguel en la colina. Sin embargo tan solo fue una columna. También asegura darles una ayuda sustancial de hombres cuando los españoles cruzasen el río Amekrán.
Mientras tanto llega a Annual el comandante Villar, jefe del kert de la Policía Indígena, y solicita instrucciones y elementos para llevar a cabo la empresa al teniente coronel Dávila, jefe de la Sección de Campaña.
29 de mayo: el comandante Villar vuelve a solicitar instrucciones y hombres, esta vez, al comandante general, el general Manuel Fernández Silvestre, en un telegrama a Melilla.
31 de mayo: Silvestre envía un telegrama a Annual permitiendo la acción, dando al comandante Villar plenos derechos para solicitarlo sin ningún tipo de reprobación. Se envía un telegrama al Alto Comisario, el general Berenguer, para informarle de la acción. La contestación de este mensaje llegaría el 2 de junio, dándose por enterado, pero para entonces ya sería muy tarde. Se le dan al Comandante los elementos y se preparan los preparativos por la tarde.

## La columna de Abarrán
La columna sería gobernada por el comandante Villar y constaría de 1461 hombres y 485 cabezas de ganado, una columna que, como se afirma en el Expediente Picasso, era muy grande para ser gobernada por un comandante y muy pequeña para enfrentarse a tal número de enemigos. La columna consistiría en:

### Vanguardia
5ª, 10ª y 11.ª ava de policía indígena (aprox.150 hombres).

### Cuerpo principal
- 2 secciones de fusiles de Regulares.
- 2 compañías de ametralladoras de Ceriñola.
- 2ª y 5ª compañía de ingenieros o zapadores.
- Batería de montaña (4 piezas de 75mm, 28 hombres).
- Estación óptica (heliógrafo, 3 hombres).
- Ambulancia.
- 1 compañía de Intendencia.
- Mulos de Ceriñola (munición, agua, víveres y sacos terreros).

### Retaguardia
- 1 sección de fusiles de Regulares.
- 1 compañía de fusiles de Regulares.
- 1 escuadrón de caballería de Regulares.

## El hecho

### Viaje
Uno de los objetivos primordiales al tomar Abarrán es que la operación debía ser sorpresa, sin que los rifeños se enterasen, sin embargo, así no fue, hacia las 23:00 de la noche se podían divisar desde Annual las hogueras encendidas de los rifeños dando la voz de alarma en las cercanías de la colina de Abarrán, sin duda, la tarde del 31 de mayo los habían estado vigilando. Aun esto el Alto Mando no cancela la operación. 
A la 1:00 de la madrugada, ya 1 de junio, la vanguardia sale de Annual y siguen la ruta de 15 km que separa Annual de la colina, tras haber cruzado el río Amekrán una pequeña harca de aliados de Tensamán se les une. Estos se habían comprometido a ayudar a los españoles en la toma y defensa de la posición.

### Primeros detalles
A las 5:30 de la madrugada llega la vanguardia a la colina sin haber tenido oposición alguna. En estos instantes iniciales el comandante Villar, acompañado por el caíd Hach Haddur Boaxa hacen un reconocimiento por la colina para organizar la fortificación de la colina. El caíd le presenta al comandante los inconvenientes de la colina:
- Tierra movida, sin rocas para ayudar en la fortificación.
- Los sacos terreros que llevan los mulos de Ceriñola o bien están desfondados o bien podridos, con lo que habría que desecharlos.
- No hay aguada cercana, por lo que la posición no podría resistir los ataques durante mucho tiempo.
- La posibilidad de quedar cercados haría imposible que se pudiera enviar ayuda eficaz desde Annual.

Cuando hay más luz se empiezan a ver pequeños grupos de Beni Urriaguel merodeando por las colinas cercanas a Abarrán. Sin embargo, están en actitud expectante. El caíd aconseja la retirada inmediata de la colina ante el peligro de ser atacados o cercados. Sin embargo el comandante Villar no oye sus explicaciones.

### Fortificaciones
A las 6:00 de la madrugada llegan las dos compañías de ingenieros y se empieza a fortificar el perímetro de la colina según les va indicando el comandante.
Las fortificaciones consisten en la construcción de unos parapetos con alambrada:
- Se levanta un firme de arena de unos 25-30cm que funcionarían como base para el parapeto
- Encima del firme se colocan los sacos terreros llegando a tener una altura máxima de 1m -1.30 m altura total.
- Distante a 30m de este parapeto se colocaba una fila doble de alambrada, clavando piquetas muy distantes entre sí.

Sin embargo no en todas partes hubo las mismas fortificaciones:
- Parapeto Norte y Este: fortificaciones antes descritas.
- Parapeto Oeste: a pesar de ser el lado por donde se suponía iban a penetrar los rifeños, solo se colocó apenas dos o tres hileras de sacos terreros, dando una elevación muy baja. Sí que se puso doble fila de alambrada. En este parapeto se colocó la artillería, con lo que se puede suponer que la artillería quedaba casi inoperante.
- Parapeto Sur: al tener una inclinación tan pronunciada y con matorrales de una altura de 1m el comandante Villar no creyó necesario pone allí ninguna fortificación, pensando que ya era una fortificación natural.  Aun todo sí se elevó el firme de tierra. Sin alambrada.

### 8:00-10:00. Estancia
A las 8:00 llegan las unidades de la retaguardia.
A las 9:00 llega a Annual el comandante general, el general Fernández Silvestre. Este se comunica con el comandante Villar por heliógrafo y le comunica su enhorabuena por la operación y  su imposibilidad de llegar a la posición para visitarle y darle las gracias en persona. El comandante Villar informa a Annual del avistamiento del enemigo cerca de la colina, pide instrucciones y a su vez la retirada de la fuerza dejando un destacamento de hombres que defendiesen la posición. El comandante general le responde que actúe como él crea conveniente.
A las 10:00 de la mañana se termina de fortificar la colina y el comandante Villar da suministros a los aliados de Tensamán y llama a los oficiales a que se presenten ante él para designar que tropas se dejarían en la posición y cuáles deberían volver a Annual. Se hacen los preparativos para la marcha y para el abastecimiento de los elementos que se quedarían en Abarrán: municiones, víveres y material sanitario.

### Composición de la guarnición-avituallamiento
La composición de la guarnición contaría aproximadamente de unos 250 hombres de los cuales 200 eran nativos y, por tanto, su lealtad, aun sirviendo al Ejército español, era más que dudosa. Aun así la probabilidad de que 250 hombres resistieran repetidamente a una fuerza de 3000 enemigos, diestros en el combate, eran mínimas. Aunque no se tomase en cuenta la guarnición, la harca de los “aliados” de Tensamán también se quedó, pero, como demostrarían en el combate, no ayudaron en nada, aún más, ayudaron a que los españoles hubieran de luchar contra un número muy superior de enemigos.
La composición de la guarnición era :
- 1 Batería de campaña, formada por 4 piezas de 75mm y 28 artilleros, todos ellos de procedencia española.
- 2ª compañía del primer tabor de Regulares, ¿quizás 100 hombres?
- 13.ª ava de policía indígena, ¿100 hombres?
- Estación óptica, 3 hombres.
- Harca de Tensamán, sin detalles.

El repuesto de la guarnición era:
- 40 cajas de munición para Mauser.
- 4 cajas de cartuchos Remington.
- 20 cargas de artillería. Se ha de saber que a cada pieza se le daban 5 cargas y que cada carga contenía 18 disparos, por tanto: 4 piezas de artillería • 5 cargas• 18 disparos= 360 disparos en total.
- Material sanitario.
- 13 tiendas cónicas.
- 8 cargas de víveres.

El repuesto de la guarnición era efectivo en apenas una semana, ahorrando en demasía el material, sin embargo no se dejó a la guarnición agua, tan solo el de sus cantimploras, con lo que se disminuía la posibilidad de resistir en 2 o 3 días, 4 a lo sumo. La ayuda del exterior era casi imposible, pues ya se preveía que los rifeños, antes que hacer un ataque en masa a un punto de la colina, la cercarían, aislando a los españoles de todo socorro exterior.
Por tanto, los soldados de la guarnición, para conseguir agua, deberían romper el cerco, lo que era tarea, si no ardua, imposible, pues mientras un grupo intentaba salir de los parapetos, los que se quedaban en la colina deberían sofocar un nuevo asalto, y en consecuencia la pérdida o de la colina o de muchos hombres. Si por el contrario la ayuda venía del exterior, la tarea de transportar el avituallamiento a la colina sería tarea peligrosa, pues la columna de avituallamiento debería cruzar zonas de fuego cruzado, y como el transporte se debía a mulos o carros el fracaso era casi seguro.

### 11:00 - Ataque a la colina
Hacia las 11:00 horas se inicia la salida de la columna que vuelve a Annual, aunque deprisa y de una forma no muy organizada, declarando algunos testigos que la misma fue casi a la carrera. A las 11:30 horas salen los últimos elementos de la colina, pudiendo escuchar minutos más tarde ráfagas de ametralladoras procedentes de la misma.

### Ataque a la colina
Los rifeños tenían pensado atacar cuando el general Fernández Silvestre visitase la posición, con el único fin de matar al jefe de los españoles. Sin embargo al ver que no aparece el comandante general en la posición y que una pequeña columna sale de ella, los rifeños atacan la posición cuando ven que la columna se ha alejado. 
La señal para dar inicio al combate es una ráfaga de ametralladora. Los aliados de Tensamán, situados fuera del parapeto, empiezan a disparar con nefasta puntería. Algunos de ellos vuelven a la posición para parlamentar con el capitán Huelva, al que piden cobijo en la posición o munición para poder responder al fuego rifeño. Huelva decide darle 100 cartuchos a cada uno de ellos, aunque pronto se ven arrollados por el incontenible avance de los rifeños que cargan contra ellos mientras el heliógrafo no cesa de enviar mensajes: “Nos atacan por todos lados… Imposible sostener la posición”.
Ante la superioridad de los rifeños, los de Tensamán deciden volverse y disparar contra los españoles quienes, atrincherados, empiezan a disparar sin cesar contra un enemigo cada vez más numeroso. La artillería dispara con la espoleta a cero (esto quiere decir para que el proyectil explote a poquísima distancia de la boca del cañón, lo que significa que prácticamente se ha llegado al cuerpo a cuerpo) y con la mínima inclinación, acabando muy pronto con toda su munición. 
Al ver la situación, los Policías indígenas y Regulares pierden la esperanza y temen por sus vidas. El capitán Huelva de la Policía Indígena da muestras de ánimo y heroicidad a sus hombres, pero entonces miembros de la Policía Indígena le dispara a bocajarro en la cabeza, causándole la muerte instantánea. Otros Policías Indígenas salen del parapeto y empiezan a disparar a bocajarro contra los españoles y leales a los mismos, a la vez que reciben fuego de los rifeños. En ese momento cae muerto el alférez Luis Fernández Martínez, mientras intentaba dar la novedad de la muerte del capitán Huelva al capitán Salafranca, quien estaba al mando de los Regulares y es el encargado de tomar el mando, momento  en el que es herido en el brazo. 
Los españoles, algunos Policías Indígenas y un grupo de Regulares, bien organizados por Salafranca, siguen disparando contra los moros que saltan el parapeto. Salafranca recibe un balazo en el vientre, no dejándose curar por el practicante, y pronto tiene las tripas fuera de su cuerpo, aunque aún es capaz de ordenar a sus hombres que carguen a bayoneta calada contra los guerrilleros que están atacando a la batería de artillería. En ese momento Salafranca vuelve a recibir un balazo, esta vez en el pecho, y pide a sus hombres papel y lápiz para escribir por última vez a sus familiares y al teniente Diego Flomesta Moya, dando después la orden de evacuar la posición como se pueda. 
El teniente de Artillería Flomesta inutiliza tres de los cuatro cañones antes de caer gravemente herido y no poder levantarse para inutilizar el cuarto. El capitán Juan Salafranca Barrio moriría más tarde al ser abatido en la posición mientras dirigía la huida. Ya no queda ningún oficial al mando pues los tenientes Reyes y Camino ya habían caído. Los hombres salen disparando a bocajarro contra los moros que se encuentran en el camino. El caíd de la policía Haid, tras gastar todas las municiones, usa el último cartucho para pegarse un tiro en la sien. Los últimos supervivientes salen huyendo de la posición en dirección a Annual o Sidi Dris, cayendo algunos desde los barrancos hasta el río Uad-el-Kebir (Amekrán). 
El combate dura tres horas y media, tras las cuales se sabe que murieron 24 españoles, los indígenas sin determinar, sobrevivieron 59 hombres (otros 24 españoles y 35 nativos), todos los españoles heridos, ninguno ileso y alguno hasta con cinco tiros en el cuerpo. Se cree que hubo 76 desertores, todos moros y un prisionero, el teniente Flomesta.